# دردار واليشياني
دردار واليشياني (الاسم العلمي: Ulmus wallichiana) هو نوع نباتي يتبع جنس الدردار من فصيلة الدردارية.